# Longitarsus obliteratus
Longitarsus obliteratus är en skalbaggsart som först beskrevs av Wilhelm Gottlob Rosenhauer 1847.  Longitarsus obliteratus ingår i släktet Longitarsus, och familjen bladbaggar. Arten har ej påträffats i Sverige.